# Spánverjavígin
Le Spánverjavígin, aussi appelé « massacre des Espagnols », est le dernier massacre connu de l'histoire islandaise. En 1615, des chasseurs de baleine du Pays-Basque espagnol entrent en conflit et sont tués par des habitants des Vestfirðir, région du nord-ouest de l'Islande.

## Origines
Durant la première moitié du XVIe siècle, les pêcheurs basques mettent en place la première chasse à la baleine industrielle d'échelle mondiale en se basant au Labrador, dont les côtes sud accueillent une dizaine de ports dédiés. Au plus fort de l'activité, durant les années 1560-1570, la flotte principale était constituée d'une trentaine de navires sur lesquels travaillaient jusqu'à 2 000 hommes, qui tuaient près de 400 baleines par an dans cette région de l'Atlantique. Au début du XVIIe siècle, les chasseurs basques avaient alors atteint l'Islande.

## Le massacre

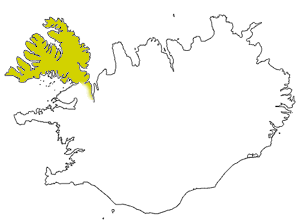
La région des Vestfirðir.

L'année 1615 est particulièrement difficile en Islande : les côtes sont prises dans les glaces jusqu'à la fin de l'été et les troupeaux subissent des pertes importantes. Au milieu de l'été, trois vaisseaux basques entrent dans le fjord Reykjarfjörður (is). Les Islandais et Basques tombent alors d'accord dans un premier temps, les deux parties ayant des bénéfices à tirer de cette entreprise. Lorsque les navires furent prêts pour le départ vers la fin septembre, un important coup de vent se produisit, envoyant les navires s'écraser contre des rochers. La plupart des membres d'équipage (environ 80 hommes) survécurent. Les capitaines Pedro de Aguirre et Esteban de Telleria passèrent alors l'hiver à Vatneyri (Patreksfjörður) et rentrèrent chez eux l'année suivante. L'équipage de Martin de Villafranca se sépara en deux groupes : l'un entra dans le fjord Ísafjarðardjúp ; le second se rendit à Bolungarvík, puis plus tard à Þingeyri.
Le premier conflit se déclare lorsqu'un groupe de Basques pénètre dans la maison vide d'un marchand de Þingeyri pour y voler du poisson séché. En représailles, durant la nuit du 5 octobre, un groupe d'Islandais entre dans l'abri des Basques où ceux-ci dorment, et en tue 14. Seul un jeune homme dénommé García y échappe. Le capitaine Martín de Villafranca de San Sebastián, dont le père et le grand-père avaient été avant lui impliqués dans l'activité de la chasse à la baleine dans les Terra Nova, ne fait pas partie de ceux qui sont tués. Les corps sont ensuite mutilés puis jetés à la mer. Jón Guðmundsson l’Érudit (en) écrivit sur ces injustes et cruelles morts, les corps étant « déshonorés et jetés à la mer comme s'ils étaient les pires païens et non d'innocents chrétiens ». Trois jours après ce crime, Ari Magnússon (is) convoque un conseil à Súðavík à l'issue duquel les douze juges s'accordent pour rendre tout Basque hors-la-loi.
Le 13 octobre, Martin et 17 autres hommes de son groupe sont tués par Ari Magnússon et ses troupes à Æðey et Sandeyri (is) dans l'Ísafjarðardjúp alors qu'ils étaient en train de pêcher. Selon Jón Guðmundsson, les victimes ont été poignardées dans les yeux, oreilles et nez, et leurs parties génitales mutilées. Le capitaine, Martín de Villafranca, est blessé à l'épaule et la poitrine avec une hache, mais parvient à s'enfuir à la nage. Il est cependant rattrapé, puis ramené sur les rives, où il est torturé à mort.
À partir de 1616, les Basques sont considérés comme des criminels. Leurs navires sont alors complètement détruits, et comme convenu selon le Jónsbók, livre de loi islandais de 1281, il est décidé que la seule bonne chose à faire était d'« en tuer autant que possible ».
Le 22 avril 2015, ce décret local est abrogé,.

## Le récit de Jón Guðmundsson l’Érudit
Jón Guðmundsson l’Érudit (en) (1574–1658) écrivit un récit critique condamnant la décision du représentant local d'ordonner les exécutions. Jón rapporte qu'ils ont été injustement tués. De peur de se faire attaquer, il s'enfuit vers le sud, à Snæfellsnes.